# Václav Melzer
Václav Melzer (26 d'agost de 1878 - 1 de maig de 1968) va ser un botànic i micòleg txec; que treballar en anatomia microscòpica i en genètica dels fongs. Va crear un nou reactiu modificant un hidrat de cloral amb solució contenint IKI desenvolupat pel botànic Arthur Meyer (1850 - 1922). Melzer va ser un especialista en el fong Russula, un gènere en el qual l'amiloidia en l'ornamentació d'espores i d'espores completes és de gran importància taxonòmica.